# Mistrzostwa Polski w koszykówce mężczyzn (1928)
Mistrzostwa Polski w koszykówce 1928 — pierwsze w historii mistrzostwa Polski w koszykówce mężczyzn.

## Historia
Turniej finałowy MP odbył się 19-21 października 1928 roku w Łodzi z udziałem 6 zespołów: Absolwenci Łódź, Triumph Łódź, YMCA Łódź, Czarna Trzynastka Poznań, Polonia Warszawa i Varsovia Warszawa. Historyczny tytuł mistrzowski wywalczyła drużyna Harcerskiego Klubu Sportowego "Czarna Trzynastka", która w decydującym meczu pokonała Varsovię Warszawa 22:9. 
"Zaszczyt przeprowadzenia pierwszych mistrzostw Polski w piłce koszykowej, powierzono Łodzi, jako jednemu z ośrodków, gdzie gry sportowe posiadają wielka popularność. Niestety Łódź nie potrafiła zdać celująco tego egzaminu sprawności organizacyjne!, a co najważniejsze nie potrafiła wznieść się na wyżyny bezstronności, stojąc konsekwentnie na stanowisku obrony niezagrożonych Interesów Łodzi. Np. rozgrywki miały się odbywać systemem puharowym. a przeciwnicy wylosowani. co organizatorzy zainterpeetowali w ten sposób, że do każdej z trzech łódzkich drużyn (przy sześciu startujących) dolosowali przeciwnika z drużyn pozostałych l Skompromitowali
się kompletnie uwzględniając protest YMCA (Łódź), zwyciężonej przez poznańska Czarną Trzynastkę. Pretekstu do założenia protestu dostarczył łodzianom fakt następujący: jeden z graczy poznańskich, z powodu kontuzji musiał zejść z boiska, a na jego miejsce wszedł zastępca: gdy kontuzjowany zawodnik przyszedł do siebie, wrócił
do drużyny, a został wycofany nie ten zawodnik, który go zastępował, a inny. Nie starczyło tu organizatorom odwagi cywilnej na przyznania, walkoweru za tak błahe przewinienie drużynie miejscowej, zarządzili tylko powtórzenie meczu, który i tak Czarna Trzynastka wygrała.
Z niedociągnięć organizacyjnych najważniejszym było to, że wobec tak małej ilości rozgrywek (7). nie potrafiono ich rozłożyć na trzy dni turnieju w ten sposób, żeby nie przemęczyć drużyn. W niedziele np. los chciał, że Varsovia grać miała z Triumfem, a zwycięzca, po półgodzinnym odpoczynku — Czarną Trzynastka. Varsovia pierwszy mecz wygrała 22:17, lecz w drugim naturalnie została dorżnięta przez wypoczętego przeciwnika 9:22. To samo było z Polonią w rozgrywkach o dalsze miejsca: wygrała w pięknym stylu z YMCA 27:13. a w pół godziny później zmęczona przegrała z Absolwentami 14:30. Na przyszłość tego rodzaju niedociągnięć należałoby unikać. 
W każdym razie pierwszy ten mistrzowski turniej gier dowiódł dojrzałości sportowej i organizacyjnej tego działu sportu w Polsce." (pisownia oryginalna) 
"Echo" nr 253, 27.10.1928, s. 7. 

## Rozgrywki
eliminacje
- 19.10.1928  Czarna Trzynastka Poznań - YMCA Łódź 18:15 (10:9) - unieważniony (protest YMCA)
- 19.10.1928  Varsovia - Absolwenci Łódź 26:14 (6:10)
- 19.10.1928  Triumph Łódź - Polonia Warszawa 22:11 (12:4) - mecz przerwany w 17 m. przy stanie 8:3 z powodu deszczu, dokończony dnia następnego[1].
- 20.10.1928  Czarna Trzynastka Poznań - YMCA Łódź 16:11 (8:3)

mecz o prawo gry o 4 miejsce
- 20.10.1928  Polonia Warszawa - YMCA Łódź 27:13

mecz o 4 miejsce
- 20.10.1928  Absolwenci Łódź - Polonia Warszawa 30:14

mecz o prawo gry w finale
- 21.10.1928  Varsovia - Triumpf Łódź 22:17 (9:13)

finał
- 21.10.1928  Czarna Trzynastka Poznań - Varsovia 22:9 (12:2) Niesiołowski 10 pkt. (Czarna Trzynastka)

## Klasyfikacja końcowa
| Miejsce | Zespół                   |
| złoto   | Czarna Trzynastka Poznań |
| 2.      | Varsovia Warszawa        |
| 3.      | Triumph Łódź             |
| 4.      | Absolwenci Łódź          |
| 5.      | Polonia Warszawa         |
| 6.      | YMCA Łódź                |

## Składy drużyn
- Czarnej Trzynastki – zawodnikami zespołu byli uczniowie Gimnazjum im. Gotthilfa Bergera w Poznaniu: Zbigniew Kasprzak, Zdzisław Kasprzak, Marian Niesiołowski, Bolesław Wąsowski, Bielajew i Zbigniew Sikorski.
- Absolwentów Łódź – zagrali absolwenci Miejskiej Szkoły Handlowej: Eugeniusz Tadeusiewicz, Kazimierz Bielobradek, Władysław Pegza, Mieczysław Koziński oraz Paweł Linka.
- Triumphu Łódź - nie zachował się pełny skład zespołu, występowali w nim m.in. Cezary Steinke i Brauer, Ulaszewski.
- YMCA Łódź -  grali m.in. Kosiński, Hajek, Linka i Marcinkowski.
- Varsovia - grali m.in. Koźmiński, Zgliński.